# PSORT
PSORT war eine online verfügbare Datenbank, die eine Vorhersage von Proteinlokalisationen in Zellen trifft. Dies geschah durch Analyse der eingegebenen Aminosäuresequenz. Sequenzen, die charakteristisch für Sortiersignale sind (beispielsweise Länge der N-terminalen Region, der hydrophoben Region, Nettoladungen), wurden mit bekannten Sortiersignalen verglichen. Daraus wurde eine Lokalisationswahrscheinlichkeit für Zytoplasma, Periplasma, innere Membran und Außenmembran errechnet.

## Aufbau
PSORT bestand aus mehreren Subdatenbanken:
- PSORT (alte Version; Bakterien, Pflanzen)
- PSORT II (Tiere, Hefe; in Bearbeitung: Pflanzen, Gram-positive und Gram-negative Bakterien)
- Wolf PSORT (basierend auf PSORT II; Pilze, Tiere, Pflanzen)
- iPSORT (Detektion von N-terminalen Sortiersignalen)
- PSORT-B (Gram-negative Bakterien)

PSORT untersuchte Proteinsequenzen mithilfe der Aminosäuresequenzen. Mit einer anfänglichen Kategoriebestimmung wurde die Herkunft (Tier, Pflanze etc.) des Proteins bestimmt. Im Anschluss wurde der Standard-Buchstabencode für Aminosäuren eingegeben. Die Ausgabe erfolgte in drei Abschnitten: Zunächst wurde die eingegebene Sequenz (ggf. korrigiert) gelistet. Daran anschließend waren die Ergebnisse der Subprogramme zu ersehen. Die errechnete Wahrscheinlichkeit der Lokalisation erfolgte im dritten Abschnitt.

## Ergebnisbeispiel
1. Abschnitt: Wiederholung der Eingabesequenz
2. Abschnitt: Ergebnisse der Subprogramme (Auswahl)
- PSG: Signalpeptidvorhersage

Aufgrund von Sequenzvergleichen mit eingespeisten Aminosäuresequenzen wurde eine Vorhersage getroffen, ob das eingegebene Protein ein Signalpeptid besitzt. Dies geschah aufgrund der Länge der N-terminalen Region und aufgrund der Nettoladungen in dieser Region.
- GvH: Signalsequenzerkennung

Weitere Methode zur Signalsequenzbestimmung, die auf der Weight-Matrix-Methode beruht. Dabei wurden die Input-Sequenzen an den Konsensussequenzen in der Nähe der möglichen Schnittstellen mit bekannten Signal-Sequenzen verglichen.
3. Abschnitt: Lokalisationswahrscheinlichkeit
Hier wurden die von den Subprogrammen errechneten Daten durch Algorithmen zu einer Lokalisationswahrscheinlichkeit zusammengerechnet. Angegeben wurden die Orte mit den fünf höchsten Wahrscheinlichkeiten.